# Hans Krainz
Hans Krainz (* 13. Mai 1906 in Zürich; † 20. Mai 1980 ebenda) war ein Schweizer Gärtner und Kakteenspezialist. Sein offizielles botanisches Autorenkürzel lautet „Krainz“.

## Leben und Wirken
Hans Krainz, der als Gärtner auf winterharte Ziergehölze und Stauden spezialisiert war, wurde 1931 erster Leiter der Sukkulenten-Sammlung Zürich. In dieser Funktion war er bis zu seiner Pensionierung 1972 tätig.
Durch seine Tätigkeit entwickelte er eine grosse Begeisterung für Kakteen und andere Sukkulenten. Bereits 1932 wurde er Mitglied der Deutschen Kakteen-Gesellschaft. 1933 wurde er zum Präsidenten der Schweizerischen Kakteen-Gesellschaft gewählt.  Er war ein massgeblicher Initiator für die Gründung der Ende September 1950 in Zürich entstandenen Internationalen Organisation für Sukkulentenforschung (IOS).
Krainz war Herausgeber und Hauptbearbeiter der Loseblattsammlung Die Kakteen, die von 1954 bis 1975 in mehreren Lieferungen erschien. 1966 und 1970 konnte er im Rahmen von zwei Studienreisen die Standorte der Kakteen in den USA und in Mexiko besuchen.

## Ehrentaxon
Curt Backeberg benannte ihm zu Ehren die Gattung Krainzia Backeb. der Pflanzenfamilie der Kakteengewächse (Cactaceae).

## Schriften (Auswahl)
- Die Entwicklung der Kakteenforschung der letzten 20 Jahre und deren Einfluss auf die Liebhaberei. Zürich, 1940
- Sukkulentenkunde. Jahrbücher der Schweizerischen Kakteen-Gesellschaft. 1947–1963 (Herausgeber)
- Aufbau und Pflege einer Kakteensammlung : Artenwahl, Pflegekalender mit wichtigen Hinweisen und kurzen Anleitungen, Winterpflege und Importenbehandlung. Münsingen: B. Fischer, 1953
- Kakteen: eine Gesamtdarstellung der eingeführten Arten nebst Anzucht- und Pflege-Anweisungen. Stuttgart, 1956–1975 (Loseblattsammlung, unvollendet)
- Sukkulenten. Zürich, Silva-Verlag, 1958 – mit Pia Roshardt
- Plantes grasses. Zürich, Silva-Verlag, 1958 (französische Ausgabe von Sukkulenten)